# カンテレこんやのニュース
『カンテレこんやのニュース』は、2015年3月30日から2016年10月1日まで関西テレビ（カンテレ）で放送されていたスポットニュースである。

## 概要
これまでの『KTV NEWS Pick Up』を受け継ぎ、新しい21時前のスポットニュース番組として再出発するとともに、放送開始日から関西テレビの呼称がカンテレと改められると同時にフジテレビの『こんやのニュース』というタイトルに合わせ、『カンテレこんやのニュース』というタイトルに改められた。
関西地区で重要な事件が発生した場合には、『KTV NEWS Pick Up』時代に続いて、ニュースパートをKTV報道フロアからのローカルニュースに差し替えていた。テロップ類は当番組では全国版と統一されていた。また、関西や全国の重要なニュースの場合はまれに天気予報を中止して当番組を延長する事もあった。
正式タイトルは『カンテレこんやのニュース・天気予報』である。後継番組は『カンテレユアタイム クイック』。

## 放送時間
- 毎日 20:54 - 21:00
  - 日曜日は2015年10月4日から2016年3月27日まで『日曜ファミリア』に内包されていた。